# Vriesea delicatula
Vriesea delicatula là một loài thuộc chi Vriesea. Đây là loài đặc hữu của Brasil.

## Giống
- Vriesea 'Gold Splash'
- Vriesea 'Golden Wings'
- Vriesea 'Goldilocks'
- Vriesea 'Red Wings'
- Vriesea 'Starburst'
- Vriesea 'Tropic Night'